# محمد إبراهيم الجريسي
محمد ابراهيم الجريسي كان يشغل منصب رئيس بلدية الفلوجة أثناء غزو العراق عام 2003.  أعلن بتاريخ 20 أيار 2004 أن المقاومة في الفلوجة قد انتهى، وأن العراقيين والأميركيين يعملون الآن معًا على إعادة بناء المدينة. 